# Hampang
Hampang – wieś (desa) w kecamatanie Hampang, w kabupatenie Kotabaru w prowincji Borneo Południowe w Indonezji.
Miejscowość ta leży w środkowo-wschodniej części kecamatanu.